# Hydroglyphus shalensis
Hydroglyphus shalensis är en skalbaggsart som först beskrevs av Omer-cooper 1931.  Hydroglyphus shalensis ingår i släktet Hydroglyphus och familjen dykare. Inga underarter finns listade i Catalogue of Life.